# Mêda, Outeiro de Gatos e Fonte Longa
Mêda, Outeiro de Gatos e Fonte Longa es una freguesia portuguesa del municipio de Mêda, distrito de Guarda.

## Historia
Fue creada el 28 de enero de 2013 con el nombre de União das Freguesias de Mêda, Outeiro de Gatos e Fonte Longa en aplicación de una resolución de la Asamblea de la República de Portugal promulgada el 16 de enero de 2013 con la unión de las freguesias de Fonte Longa, Mêda y Outeiro de Gatos, pasando su sede a estar situada en la antigua freguesia de Mêda. Esta denominación se mantuvo hasta el 11 de febrero de 2015 que pasó a su actual nombre en aplicación de la Ley n.º 10/2015 que modificaba su denominación.

## Demografía
| Gráfica de evolución demográfica de Mêda, Outeiro de Gatos e Fonte Longa entre 2011 y 2021 |
|                                                                                            |
| Datos según el nomenclátor publicado por el INE portugués.                                 |